# Gewerkschaft Leder
Die Gewerkschaft Leder (GL) war eine Gewerkschaft des Deutschen Gewerkschaftsbunds (DGB) mit Sitz in Stuttgart. Sie wurde 1949 in Kornwestheim für die drei westlichen Besatzungszonen Deutschlands gegründet. 1990 gehörten ihr rund 45.000 Mitglieder an.

## Geschichte
Die gesamtdeutschen Anfänge der GL gehen auf das Jahr 1872 zurück, als der Allgemeine Deutsche Sattler-Verein (30. Juni), der Allgemeine Weißgerberverband Deutschlands (2. August) und der Allgemeine Schuhmacherverein (17.–20. November) Berlin gegründet wurden. 1893 schlossen sich der Allgemeine Deutsche Weißgerberbund, der sich 1882 in „Verband der Lederarbeiter Deutschlands“ umbenannt hatte, und der „Zentralverein Deutscher Gerber und Lederzurichter“ zusammen. Dadurch entstand der für alle in der Lederherstellung beschäftigten Arbeiter offene Deutsche Lederarbeiterverband mit 2.600 Mitgliedern. Organ der Gewerkschaft war die Lederarbeiter-Zeitung. 1912 hatten alle Einzelgewerkschaften der Lederwirtschaft gemeinsam etwa 100.000 Mitglieder.
Nach der Zerschlagung der Gewerkschaften in der Zeit des Nationalsozialismus wurde Anfang April 1949 eine neue Einheitsgewerkschaft, die Gewerkschaft Leder, für die drei westlichen Besatzungszonen in Kornwestheim gegründet.
1997 schloss sich die Gewerkschaft Leder mit der IG Bergbau und Energie (IG BE) und der IG Chemie-Papier-Keramik (IG CPK) zur neuen IG Bergbau, Chemie, Energie (IG BCE) zusammen.

## Vorsitzende der Gewerkschaft Leder
- 1949–1959: Philipp Mittwich
- 1959–1976: Adolf Mirkes
- 1976–1980: Gerhard Wilhelm van Haaren
- 1980–1983: Helmut Teitzel
- 1983–1985: Wilhelm Kappelmann
- 1985–1997: Werner Dick

## Archivmaterial
- Archivunterlagen zur Geschichte der Gewerkschaft Leder befinden sich im Archiv im Haus der Geschichte des Ruhrgebiets in Bochum.[1]